# Marie-Louise d'Orléans
Pour les articles homonymes, voir Marie-Louise, princesse d’Orléans.
Titre
Reine consort d'Espagne, de Naples et de Sicile
19 novembre 1679 – 12 février 1689
(9 ans, 2 mois et 24 jours)
Marie-Louise d'Orléans, dite « Mademoiselle d'Orléans » ou simplement « Mademoiselle » est une princesse française, née le 26 mars 1662 à Paris et morte le 12 février 1689 à Madrid. Elle fut reine d'Espagne, de Sicile et de Naples, duchesse de Bourgogne, de Milan, de Brabant, de Luxembourg et de Limbourg et comtesse de Flandre et de Hainaut par son mariage avec le dernier roi issu de la branche espagnole de la maison de Habsbourg, Charles II.

## Biographie

### Jeunesse
Fille de Philippe Ier, duc d’Orléans, et de sa cousine et première épouse Henriette d'Angleterre, elle descend à la fois des familles royales française et anglaise. Elle a pour grands-parents paternels Louis XIII de France et Anne d’Autriche. Ses grands-parents maternels sont Charles Ier d'Angleterre et Henriette-Marie de France. Louis XIV est son oncle paternel et parmi ses oncles maternels figurent les rois Charles II et Jacques II d'Angleterre.
Enfant joyeuse et charmante, elle est la préférée de son père, et passe aussi beaucoup de temps avec ses grands-mères. Lorsqu'Anne d'Autriche meurt en 1666, elle laisse une belle fortune à sa petite-fille. Si sa mère avait voulu la « jeter à la rivière » à la naissance car ce n'était pas un garçon, elle trouvera une « grande sœur » débordante d'affection en la personne de sa belle-mère Élisabeth-Charlotte de Bavière, la princesse Palatine.

### Reine d'Espagne

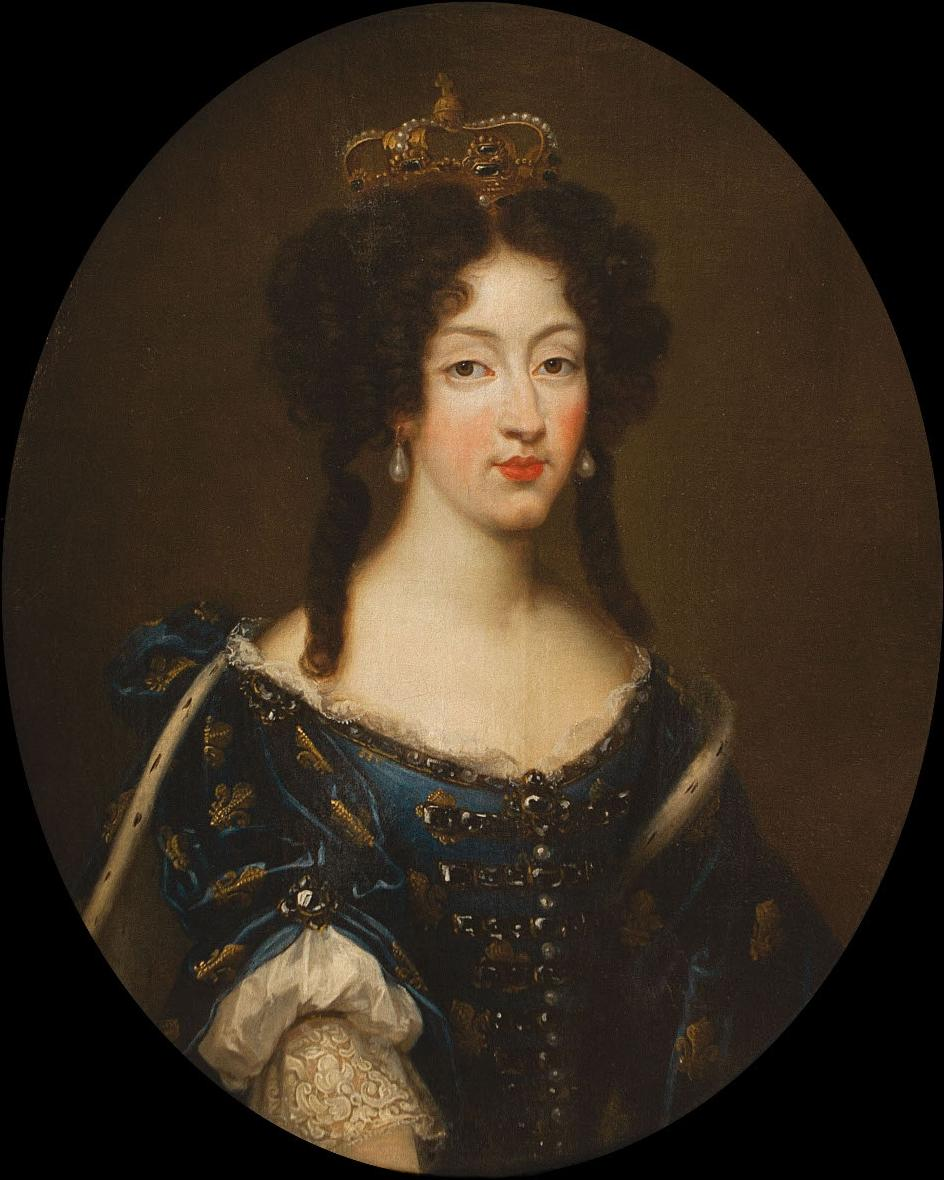
Portrait de Marie-Louise d'Orléans par Pierre Mignard.

En 1679, elle devient la première épouse de Charles II d'Espagne. Louis XIV souhaite mettre son beau-frère et cousin germain, dernier héritier d'une lignée ruinée par les unions consanguines, jugé débile et en fin de vie, sous influence française. N'ayant pas de fille, il lui propose sa nièce.
Effrayée à l'idée d'être unie avec un homme victime d'une lourde hérédité et vivant dans une cour sinistre, l'adolescente se jette, en public, aux pieds de son oncle pour qu'il renonce à ce projet : le Roi feint de croire à une farce et réplique, non sans ironie, qu'il n'était pas digne que la « reine catholique » (surnom des souveraines espagnoles) se jette aux pieds du  « roi très chrétien » (surnom des rois de France). Voulant la raisonner, il lui demande également si elle pense qu'il aurait pu trouver meilleur mariage pour sa propre fille, ce à quoi Marie-Louise répond : « Non, mais vous auriez pu pour votre nièce », faisant par là référence à son potentiel mariage avec le dauphin. La jeune femme a de quoi être effrayée, l'étiquette espagnole étant encore plus codifiée et restrictive qu'en France, les reines et les infantes espagnoles étant notamment servies à genoux, entourées de nains et de duègnes. 
Lors de son départ, redoutant qu'à l'instar de sa cousine Marguerite-Louise d'Orléans, grande-duchesse de Toscane, la princesse ne quitte son mari pour revenir en France, le roi dit à sa nièce en présence de cette dernière : « Au revoir Madame, et pour toujours. »
Bien qu’elle soit réputée pour sa beauté lors de son mariage, son union sans amour avec le roi d’Espagne est pour elle cause de dépression et d’une obésité morbide. En butte à l'hostilité de la cour qui manipule le faible souverain et le monte contre son épouse, elle tombe quand même enceinte, mais ne mène pas sa grossesse à terme. Le couple demeure donc sans enfants, et le roi n’en aura pas davantage avec sa seconde épouse, Marie-Anne de Neubourg.
Comme sa mère, elle meurt à l'âge de 26 ans. Des rumeurs non confirmées prétendent qu’elle a été empoisonnée sur ordre du Conseil aulique, parce qu’elle n’avait pas eu d’enfant, mais aussi parce que l'amour que lui portait le roi risquait de détacher celui-ci de l'alliance autrichienne alors que débutait la guerre de la Ligue d'Augsbourg. 
Saint-Simon attribue l'exécution de ce crime à Olympe Mancini, comtesse de Soissons. Les morts prématurées et suspectes donnaient souvent lieu au Grand Siècle à des rumeurs infondées, et Marie-Louise est plus vraisemblablement morte d'une intoxication alimentaire.